# 高速 (企業)
株式会社高速（こうそく、英: KOHSOKU CORPORATION）は、宮城県仙台市に本社をおく食品向けトレー、ラップ、弁当容器を中心とした食品軽包装資材を扱う専門商社。

## 概要
包装資材卸売業界唯一の上場企業であり、業界一位の売上高を誇る。設立当初はキャッシュレジスターや計算機に使用する「記録紙」を扱う企業だったが、1972年に食品軽包装資材の事業に進出した。 
2020年現在、約14万アイテムを取り扱い、仕入れ先は1,600社以上に及ぶ。 食品容器を主流として、フィルム・ラミネート、紙製品・ラベル、機械・設備資材・消耗材、段ボール製品などの商品を幅広く扱っている。 
また創業から今日まで、創業者一族による企業経営がなされている。

## 事業内容

### 主な取扱商品
- 食品容器

トレー、弁当容器、フードパック、折箱、魚函など
- フィルム・ラミネート

ラップ、レジ袋、ストレッチフィルム、ラミネートフィルムなど
- 紙製品・ラベル

印刷紙器、包装紙、紙袋、シール、ラベル、記録紙、チラシ、コピー用紙など
- 機械・設備資材・消耗材

包装機、食品加工機、物流機械、厨房機器、店舗関連機器、コンテナー、一般事務用品、洗剤、衛生消耗品、割箸、バランなど
- 段ボール製品

段ボールケースなど
- 茶包装関連資材

茶袋、茶筒など
- その他

原紙、プラスチック原料、デザインなど

## 沿革
- 1966年（昭和41年）2月12日 - 赫規矩夫が事務用機器の記録用紙の製造および販売を目的として高速記録紙株式会社（こうそくきろくし）東北店（東京都豊島区千早町）を設立。本店を宮城県仙台市柳町へ移転。
- 1970年（昭和45年）8月 - 高速記録紙株式会社に商号変更。
- 1975年（昭和50年）1月 - 現在の社名に商号変更。
- 1976年（昭和51年）5月 - 株式会社タフパックを設立。
- 1979年（昭和54年）2月 - 本店を現在地に移転。
- 1988年（昭和63年）6月 - 高速シーリング株式会社を完全子会社化。
- 1992年（平成4年）3月 - トーエイ株式会社を子会社化。
- 1998年（平成10年）4月 - 日進産業株式会社（2011年（平成23年）3月に富士パッケージ株式会社に吸収合併）を子会社化。
- 1999年（平成11年）
  - 10月 - トーエイ株式会社を吸収合併。
  - 12月 - 東京証券取引所第2部に上場。
- 2001年（平成13年）9月 - フレンドリー商事株式会社（現・高速フレンドリー）を子会社化。
- 2002年（平成14年）
  - 4月 - 株式会社旭包装（現・高速旭包装）を子会社化。
  - 9月 - 東京証券取引所第1部に指定替え。
- 2003年（平成15年）6月 - 株式会社清和を子会社化。
- 2004年（平成16年）
  - 6月 - 富士パッケージ株式会社を子会社化。
  - 12月 - 日本コンテック株式会社を子会社化。
- 2006年（平成18年）
  - 1月 - プラス包装システム株式会社を子会社化。
  - 7月 - 株式会社キシノ（現・高速キシノ）を子会社化。
  - 8月 - 坂部梱包資材有限会社を子会社化。坂部梱包資材有限会社を株式会社に改組。
  - 10月 - 昌和物産株式会社を子会社化。
- 2008年（平成20年）
  - 3月 - 高速フレンドリー株式会社および高速旭包装株式会社を吸収合併。
  - 8月 - 富士パッケージ株式会社を新社屋へ新築移転。
  - 10月 - 常磐パッケージ株式会社を子会社化。
- 2009年（平成21年）4月 - 坂部梱包資材を吸収合併。
- 2010年（平成22年）
  - 4月 - 高速キシノを吸収合併。
  - 10月 - 有限会社三和を子会社化。
- 2013年（平成25年）
  - 4月 - 株式会社羽後パッケージおよびマルトモ包装株式会社（現・高速マルトモ包装）を子会社化。
  - 10月 - 富士パッケージ株式会社が、高速シーリングを吸収合併し、高速シーパック株式会社へ商号変更。
- 2015年（平成27年）7月 - 有限会社三和を吸収合併。
- 2016年（平成28年）1月 - 株式会社ヤマダパッケージを子会社化。
- 2017年（平成29年）7月 - 株式会社羽後パッケージを吸収合併。
- 2018年（平成30年）
  - 4月 - 高速シーパック株式会社から制作部企画デザイン課を移管し、デザイン室として新設。
  - 10月 - 株式会社ヤマダパッケージを吸収合併。
- 2021年（令和3年）
  - 4月 - 高速マルトモ包装株式会社および昌和物産株式会社を吸収合併。
  - 10月 - デザイン室東京分室を開設。
  - 12月 - 日本包装工業株式会社を子会社化。

## 拠点
本社
- 仙台本社：宮城県仙台市宮城野区扇町七丁目4番20号

拠点：52か所
- 札幌営業部
- 函館営業所
- 旭川営業所
- むつ営業所
- 青森営業所
- 八戸営業所
- 大館営業所
- 秋田営業所
- 横手営業所
- 盛岡営業所
- 北上営業所
- 一関営業所
- 三陸営業所
- 大船渡営業所
- 気仙沼営業所
- 石巻営業所
- 塩釜営業所
- 古川営業所
- 仙台営業部営業一課
- 仙台営業部営業二課
- 宮城営業開発部
- 宮城県南営業所
- 庄内営業所
- 新庄営業所
- 山形営業所
- 福島営業所
- 郡山営業部営業一課
- 郡山営業部営業二課
- 会津営業所
- いわき営業所
- 白河営業所
- 新潟営業所
- 長岡営業所
- 上越営業所
- 長野営業所
- 宇都宮営業所
- 水戸営業所
- つくば営業所
- 熊谷営業所
- 多摩営業所
- 東京営業所
- 首都圏営業部営業一課
- 首都圏営業部営業二課
- 広域営業部営業一課
- 広域営業部営業二課
- 広域営業部営業三課
- 千葉中央営業所
- 神奈川営業所
- 横浜営業所
- 三島営業所
- 柏店
- 中京営業部
- 金沢営業所
- 浜松営業所
- 岐阜羽島営業所
- 大阪営業所
- 京都南営業所
- 松山営業所

## 子会社

### 連結子会社
- 高速シーパック株式会社
- 株式会社清和
- 日本コンテック株式会社
- プラス包装システム株式会社
- 常磐パッケージ株式会社

### 非連結子会社
- 日本包装工業株式会社

### その他の関係会社
- 高速興産B号株式会社
- 高速興産C号株式会社

## CM出演者
2023年（令和5年）3月、初のTVCMを公開した。
- 山寺宏一 - 『高速PR』編
- ハラミちゃん - 『高速ピアノ』編